# Petra Matijašević
Petra Matijašević (11 de octubre de 1988) es una deportista macedonia de origen croata que compite en taekwondo. Ganó dos medallas de bronce en el Campeonato Europeo de Taekwondo, en los años 2012 y 2016.

## Palmarés internacional
| Representando a Croacia   |                          |                   |           |
| Campeonato Europeo        |                          |                   |           |
| Año                       | Lugar                    | Medalla           | Categoría |
| 2012                      | Mánchester (Reino Unido) | Medalla de bronce | –67 kg    |
| Representando a Macedonia |                          |                   |           |
| Campeonato Europeo        |                          |                   |           |
| Año                       | Lugar                    | Medalla           | Categoría |
| 2016                      | Montreux (Suiza)         | Medalla de bronce | –73 kg    |